# Sigagryllus
Sigagryllus is een geslacht van rechtvleugeligen uit de familie krekels (Gryllidae). De wetenschappelijke naam van dit geslacht is voor het eerst geldig gepubliceerd in 1984 door Otte & Cade.

## Soorten
Het geslacht Sigagryllus  is monotypisch en omvat slechts de volgende soort:
- Sigagryllus camerunensis (Chopard, 1945)